# Minimum viable product
Minimum viable product (MVP, eller minsta livskraftiga produkt) är en tidig version av en produkt med minimala funktioner som är tillräckliga för att testas av användare och ge feedback för vidare utveckling.
Begreppet myntades 2001 av Frank Robinson och populariserades av Steve Blank och Eric Ries.

## Syfte och metodik
MVP-metoden används för att testa affärsidéer innan stora investeringar görs. Produkten lanseras i ett tidigt skede för att samla in data från användare och anpassas efter behov. Det minskar risken för att utveckla produkter som saknar marknadsefterfrågan.
MVP är en central del av Lean startup-metoden, där man itererar produktutvecklingen genom snabb testning och validering av affärshypoteser.

## Exempel och tillämpningar
Ett exempel på MVP-användning är University of Sydneys utveckling av Rippa-roboten för jordbruk. Tekniken testades först för att bevisa att roboten kunde identifiera ogräs, innan en fullskalig produkt lanserades.

## Kritik och alternativa metoder
MVP-konceptet har kritiserats för att vara lätt att imitera och att det kan skada varumärken om den initiala versionen är undermålig. Alternativa modeller som "Minimum Awesome Product" (MAP) och "Simple, Lovable, Complete" (SLC) har föreslagits för att säkerställa bättre kvalitetsnivå.